# As Duas Irmãs (canção folclórica)

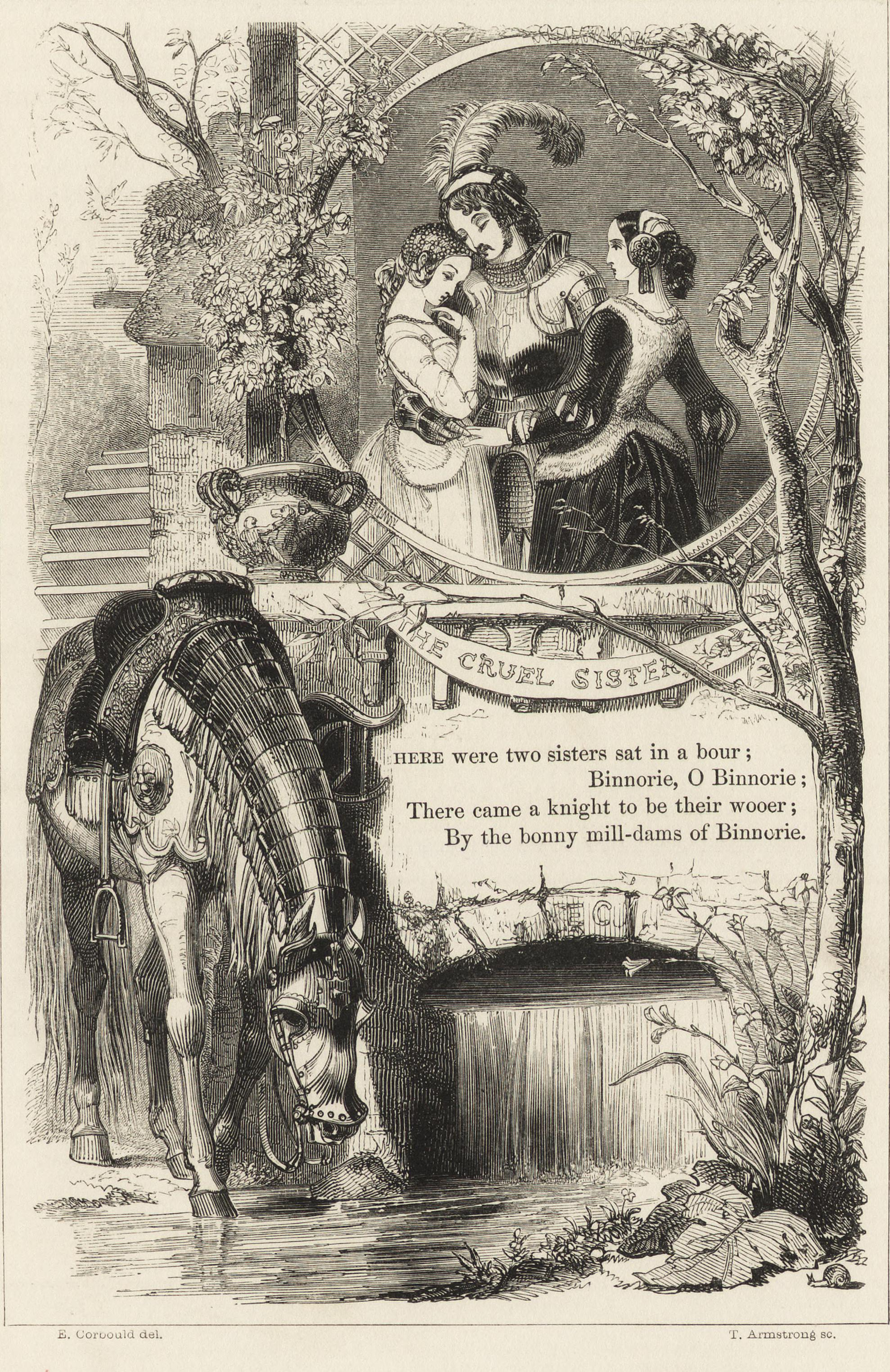
A Irmã Cruel do Livro das Baladas Britânicas (1842)

"The Two Sisters" (também conhecida pelo título escocês "The Twa Sisters") é uma balada de assassinato tradicional, que remonta pelo menos a meados do século XVII. A música conta a história de uma menina afogada pela irmã ciumenta. Existem pelo menos 21 variantes em inglês com vários nomes, incluindo "Minnorie" ou "Binnorie", "The Cruel Sister", "The Wind and Rain", "Dreadful Wind and Rain", "The Bonny Swans" e "Bonnie Bows of London". A balada foi coletada pelo renomado folclorista Francis J. Child como Child Ballad 10 e também está listada no Roud Folk Song Index (Roud 8).   Embora se acredite que a canção tenha se originado em algum lugar da Inglaterra ou Escócia (possivelmente Northumbria), canções extremamente semelhantes foram encontradas por toda a Europa, particularmente na Escandinávia.

## Sinopse
Duas irmãs vão até um corpo de água, às vezes um rio e às vezes o mar. A mais velha empurra a mais nova e se recusa a tirá-la de lá; geralmente, a letra declara explicitamente sua intenção de afogar a irmã mais nova. Seu motivo, quando incluído na letra, é o ciúme sexual – em algumas variantes, as irmãs estão sendo enganadas por um pretendente; em outras, o afeto da irmã mais velha não é incentivado pelo rapaz. Em algumas versões, uma terceira irmã é mencionada, mas não desempenha nenhum papel significativo nos acontecimentos. Na maioria das versões, a irmã mais velha é descrita como morena, enquanto a mais nova é loira.
Quando o corpo da menina assassinada flutua até a praia, alguém faz um instrumento musical com ele, geralmente uma harpa ou um violino, com uma estrutura de osso e os "longos cabelos amarelos" (ou "cabelos dourados") da menina como cordas. O instrumento então toca sozinho e canta sobre o assassinato. Em algumas versões, isso ocorre depois que o músico leva a peça para a casa da família, de modo que a irmã mais velha é revelada publicamente (às vezes em seu casamento com o pretendente da garota assassinada) como a assassina.
A variante americana de "The Two Sisters" normalmente omite o instrumento assombrado completamente, terminando com uma pessoa não relacionada (geralmente um moleiro) roubando o cadáver da menina assassinada, às vezes sendo executado por isso, e a irmã mais velha às vezes ficando impune, ou às vezes fervida em chumbo.

## História
Sabe-se que apareceu pela primeira vez em um panfleto em 1656 como "O Moleiro e a Filha do Rei".  Vários recursos históricos estão disponíveis na Biblioteca Memorial Vaughan Williams, como um manuscrito da melodia e da letra de uma versão escocesa intitulada "Binnorie" de 1830. 
Cecil Sharp coletou muitas versões da balada em ambos os lados do Atlântico, incluindo uma de Lucy Dunston de Bridgwater, Somerset, Inglaterra em 1909,  e outra de Jenny Combs de Berea, Kentucky, EUA em 1917.  Muitas gravações de áudio autênticas foram feitas desde então (veja Gravações de Campo Autênticas).